# Azad Kashmir
Lo stato di Azad Kashmir (آزاد کشمیر, traducibile in Libero Kashmir) è un'entità autonoma che rientra nella porzione della regione del Kashmir amministrata dal Pakistan. Il suo nome ufficiale è Azad Jammu e Kashmir.
Copre un'area di 13.297 km² e conta una popolazione di quasi 4 milioni di individui, amministrati in 8 distretti. Il capoluogo è Muzaffarabad (730.000 abitanti).

## Ordinamento dello Stato
L'Azad Kashmir è considerato politicamente, costituzionalmente e geograficamente come parte di uno Stato separato, Jammu e Kashmir. Questo Stato è un territorio conteso che è stato parzialmente controllato sia dal Pakistan sia dall'India fin dalla loro indipendenza, rispettivamente il 14 e 15 agosto 1947.

## L'autonomia
L'Azad Kashmir è sottoposto al controllo indiretto del Pakistan, che amministra direttamente solamente i settori della difesa e della politica estera, e si riserva la prerogativa di battere moneta. In materia di finanze pubbliche e bilancio, tassazione e economica, l'amministrazione compete al Consiglio dell'Azad Jammu e Kashmir, invece che al Governo Centrale. Il predetto Consiglio è un organo supremo formato da 11 membri, 6 in rappresentanza del Governo dell'Azad Jummu & Kashmir, e 5 del Governo pakistano.

## Società

### Istituzioni, enti e associazioni
L'Azad Kashmir esprime un proprio Presidente, Primo ministro, alcuni ministri e un'Assemblea legislativa, oltre che una corte suprema.

## Geografia antropica

### Suddivisioni amministrative
L'Azad Kashmir ha due principali divisioni: l'area di Jammu a sud e l'area del Kashmir a nord. A un livello inferiore si divide ulteriormente in 8 distretti, composti a loro volta da 19 unità amministrative minori definite tehsil.

## Dispute internazionali
L'area orientale di Jammu e quella meridionale del Kashmir (l'intera Valle del Kashmir) sono controllate dall'India. L'area è contesa da anni tra India e Pakistan (la Cina ha occupato le due zone settentrionali). Gli abitanti hanno manifestato contro l'India per essere stati assegnati al Pakistan, la polizia indiana ha agito con la forza. Tutto ciò ha causato una guerra civile con conseguenti violazioni dei diritti umani da ambo le parti.